# Piero Taruffi

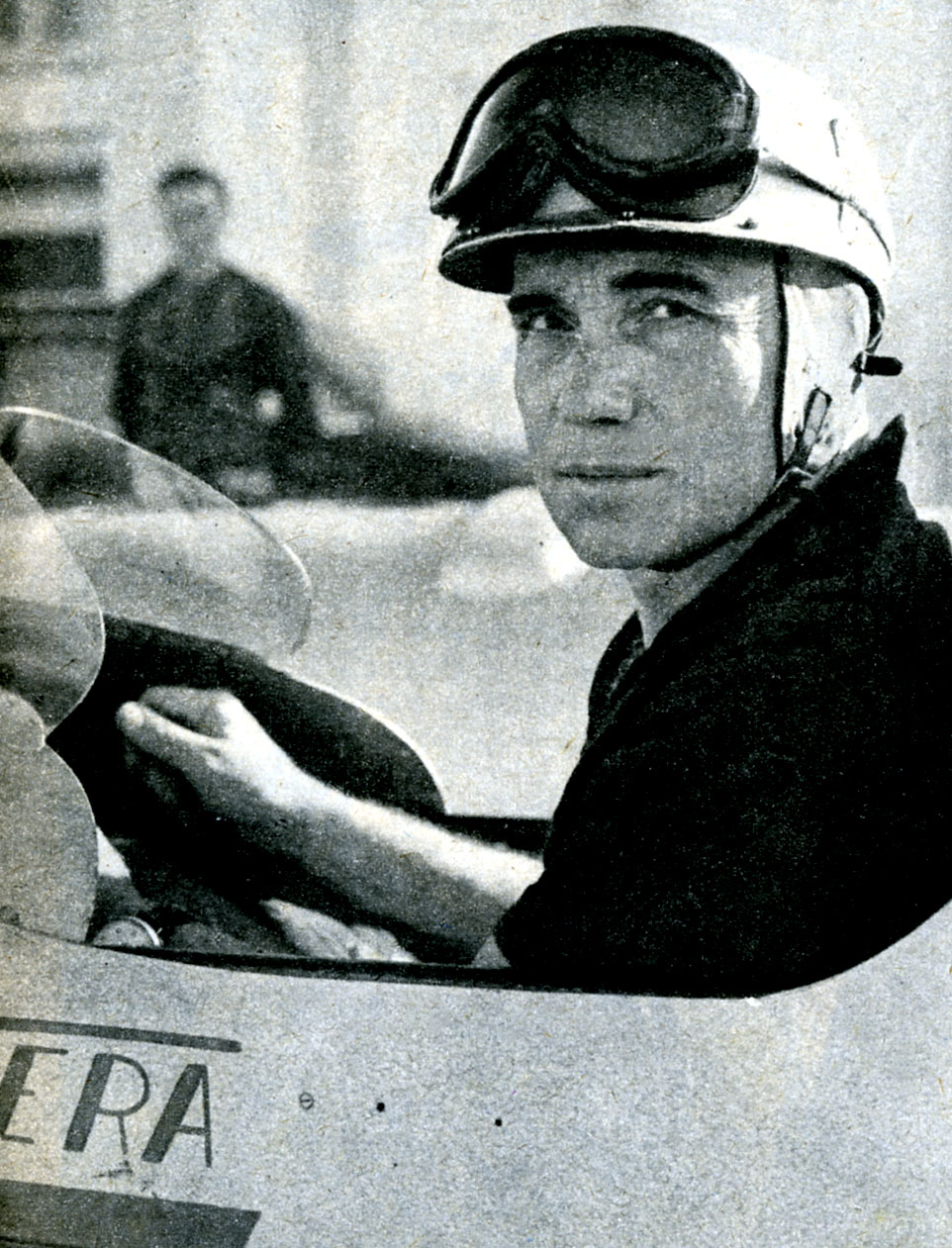
Piero Taruffi in 1957 in de Tarf 1

Piero Taruffi (Rome, 12 oktober 1906 - aldaar, 12 januari 1988) was een auto- en motorcoureur uit Italië. Hij nam tussen 1950 en 1956 deel aan achttien Grands Prix Formule 1 voor de teams Alfa Romeo, Ferrari, Mercedes-Benz, Maserati en Vanwall en scoorde hierin 1 overwinning (de Grand Prix van Zwitserland in 1952), 1 snelste ronde (diezelfde Grand Prix), 5 podia en 41 WK-punten.
Taruffi begon zijn carrière echter als motorcoureur. Rond 1928 had hij al naam gemaakt door wedstrijden te winnen met een Norton. 

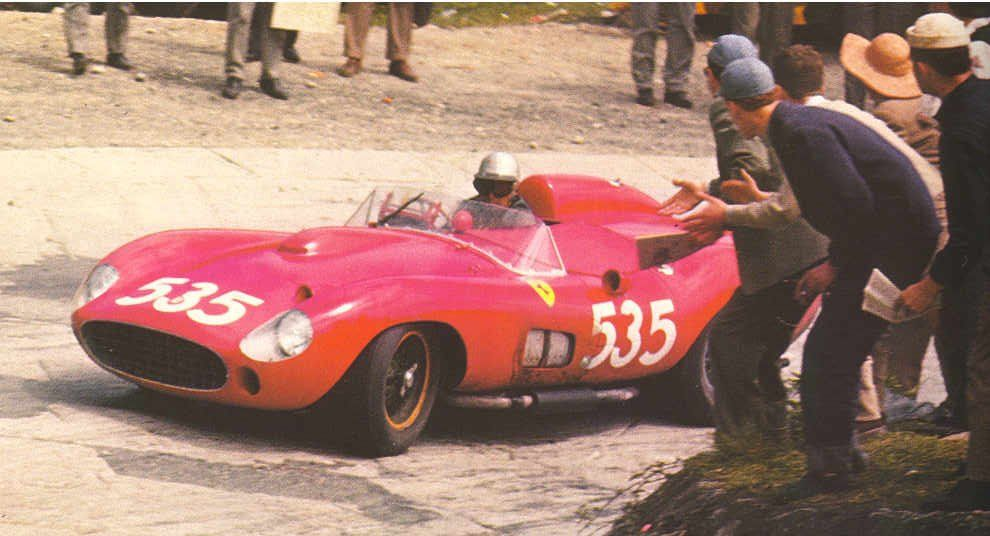
Piero Taruffi in de winnende Ferrari tijdens de Mille Miglia in 1957

## OPRA-CNA Rondine
Rond 1929 werd Piero Taruffi als testrijder aangetrokken door graaf Luigi Bonmartini. Die had Piero Remor en Carlo Giannini ondersteund bij het ontwikkelen van de OPRA 500cc wegracemotorfiets. Toen de OPRA haar eerste race reed, de Grand Prix van Rome, werd ze bestuurd door een nog bekendere coureur, Umberto Faraglia. De OPRA ging korte tijd aan de leiding van de race, maar de motor werd opgeblazen. Taruffi, teleurgesteld omdat hij gepasseerd was als coureur, won die race met zijn Norton. Waarschijnlijk ging Taruffi daarna weer op eigen gelegenheid verder als coureur. In 1932 werd hij Europees 500cc kampioen met een Norton. Toen de OPRA, die inmiddels "CNA Rondine" heette, rond 1934 racerijp werd geacht werd hij opnieuw gecontracteerd. Taruffi en Amilcare Rossetti reden de machines in de prestigieuze Grand Prix van Tripoli. Ze werden eerste en tweede na een hard gevecht tegen Omobono Tenni met de Moto Guzzi Bicilindrica 500. Ook in Pescara won Piero Taruffi, maar in Monza werden drie machines ingeschreven waarvan alleen Carlo Fumigiali de finish haalde. Zijn machine was tegen het einde van de wedstrijd behoorlijk kreupel, want hij had de snelste ronde gereden maar viel toch terug naar de vijfde plaats. Taruffi reed nog een record van 244,6 km/h met de machine, die toen al voorzien was van een soort dolfijnstroomlijn, maar daarna werd er nooit meer iets van de Rondine gehoord. 

## Gilera

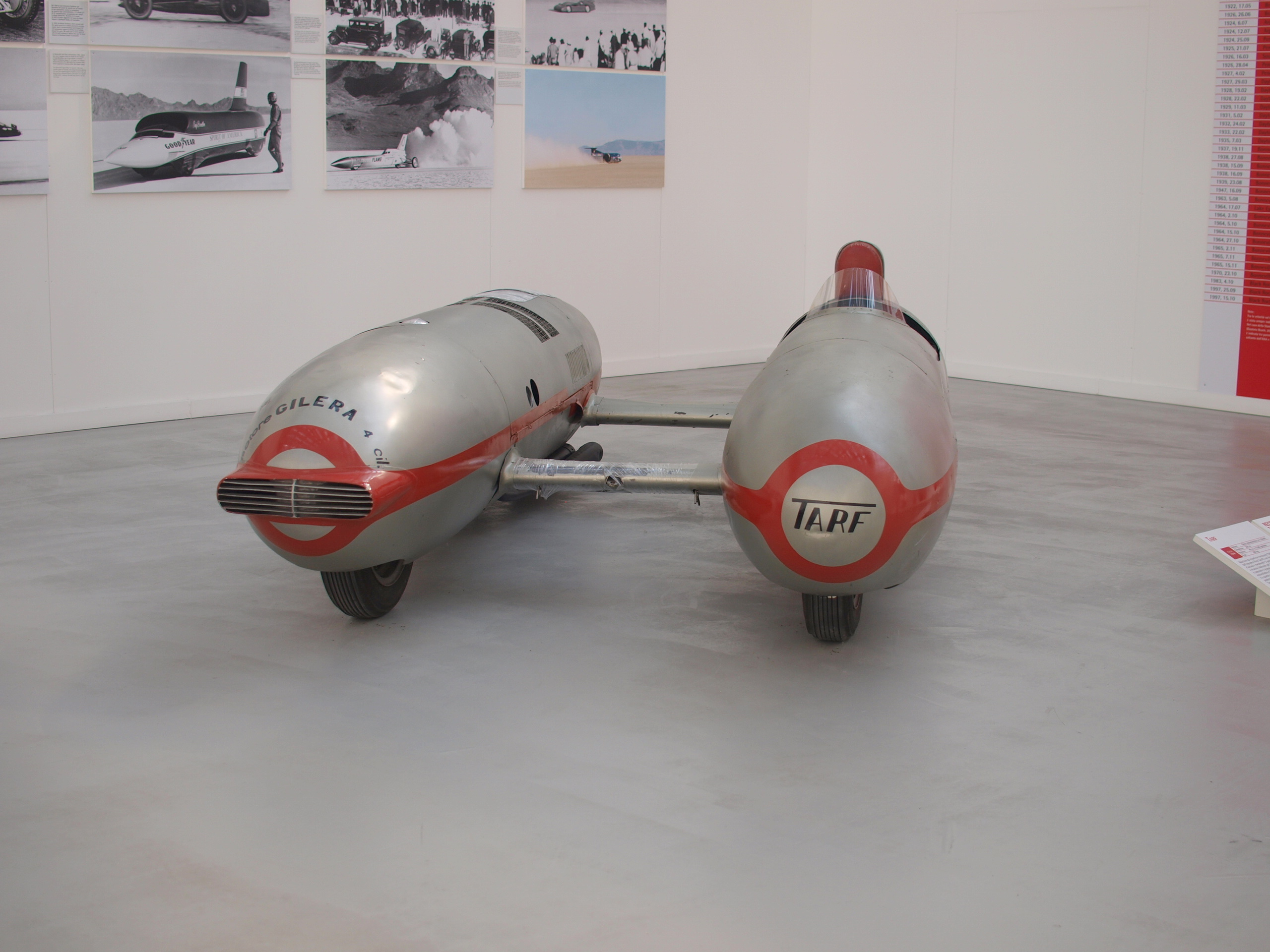
In 1948 bouwde Taruffi dit bijzondere voertuig, de "Tarf 1", waarbij hijzelf in de linker torpedo zat. In de rechter torpedo zat de V-twin uit een Moto Guzzi Bicilindrica 500. Hij reed er een viertal records mee. In de verbindende "vleugels" zaten de bedieningsorganen en de aandrijfas voor het linker achterwiel, dat via een differentieel werd aangedreven. Hij bouwde ook nog een "Tarf 2" met een 1.700 cc Maserati motor waarmee tussen 1951 en 1956 acht records werden gereden. Toen hij eenmaal bij Gilera werkte verving hij in 1953 de Moto Guzzi motor door een Gilera 500 4C en daarmee reed hij in oktober 1954 zes nieuwe records op de baan in Montlhéry.

Het bedrijf CNA werd in 1934 verkocht met de complete boedel, inclusief de racemotoren. De koper, Caproni, had geen interesse in de motorfietsen en Taruffi vreesde dat het project waar hij al zo lang aan gewerkt had verloren zou gaan. Hij nam contact op met de eigenaar van Gilera, Giuseppe Gilera, die juist interesse in races begon te krijgen. Daar wist hij de Rondine onder dak te krijgen, inclusief zichzelf. Hij werd aangesteld als teamleider, coureur en hoofdingenieur om de machine te verbeteren tot wat uiteindelijk de Gilera Rondine zou worden. Die reed een teleurstellend seizoen in 1937, en in 1938 stelde Taruffi Dorino Serafini aan als vervangende coureur, zodat hij zich helemaal op het leiden van het team en de ontwikkeling van de racers kon richten. In 1939 won Serafini met de Rondine het Europees kampioenschap wegrace. Na de Tweede Wereldoorlog ging Taruffi zich op zijn autosportcarrière richten, maar in 1949, toen Piero Remor als constructeur werd ontslagen bij Gilera, kwam hij terug in dienst. Zijn terugkeer was een belangrijke stimulans voor het raceteam van Gilera, dat grote moeite had gehad met het karakter van Remor. Samen met Franco Passoni ontwikkelde hij de Gilera 500 4C(ilindri) door tot de meest succesvolle motorfiets in de 500cc klasse van de jaren vijftig. Hij was ook de drijvende kracht achter het contracteren van succesvolle buitenlandse coureurs voor Gilera. Giuseppe Gilera was daar geen voorstander van, maar met name de komst van Geoff Duke zorgde voor veel successen én de snellere doorontwikkeling van de racemotoren. In 1955 nam Taruffi in goede verstandhouding afscheid van Gilera. Hij werd opgevolgd door de zoon van Giuseppe, Ferruccio. 